# Oreibelos
Oreibelos (altgriechisch Ὠρείβελος) war ein griechischer Töpfer, tätig in Athen in der 1. Hälfte des 5. Jahrhunderts v. Chr.
Er ist nur bekannt durch seine Signatur auf dem Fragment eines Volutenkraters von der Athener Akropolis (Athen, Nationalmuseum Akr. 762). Die Bemalung dieser Vase ist von John D. Beazley dem rotfigurigen Deepdene-Maler zugeschrieben worden.